# Оккультисты
«Оккультисты» (англ. The Occult Experience) — документальный фильм, посвящён таким оккультным практикам, как викка и сатанизм. Режиссёр пытается выяснить, что толкает людей к оккультизму. Ведущий — Пол Риккетс. Фильм был снят кинокомпанией Cinetel Film Productions Ltd. по заказу телеканала Network Ten.

## Сюжет
Начав с демонстрации оккультных обрядов народов Юго-Восточной Азии и не забыв упомянуть об интересе к эзотерике Генриха Гиммлера, создатели фильма общаются с лидерами различных ковенов современного Запада. В кадр попадают как языческие действа на улицах больших городов, привлекающие толпы зевак, так и обряды, проводимые в домах или участках адептов магических учений, количество присутствующих на которых, впрочем, уже не столь велико. Зато огромно количество различных аксессуаров, бижутерии, артефактов и т. д., которыми украшены места собраний. Оккультисты с удовольствием рассуждают перед камерой, равно как позволяют снимать обряды призыва духов природы, инициацию, сакральный брак, языческое бракосочетание, чёрную мессу и другие ритуалы.
В фильм включены интервью с лидерами виккан Селеной Фокс, Алексом Сандерсом, Розалин Нортон, Жужанна Будапешт, Джанет Фаррар, шаманом Майклом Хэрнером, основателем Храма Сета Майклом Аквино, художником Х. Р. Гигером, а также архивные записи сатаниста Антона Лавея. Кроме того было проведено интервью с Майклом Бертье, но оно не вошло при окончательном монтаже фильма.

## Награды
- Bronze Award (International Film and Television Festival, 1985)[11]